# Suka Makmur (Sibolangit)

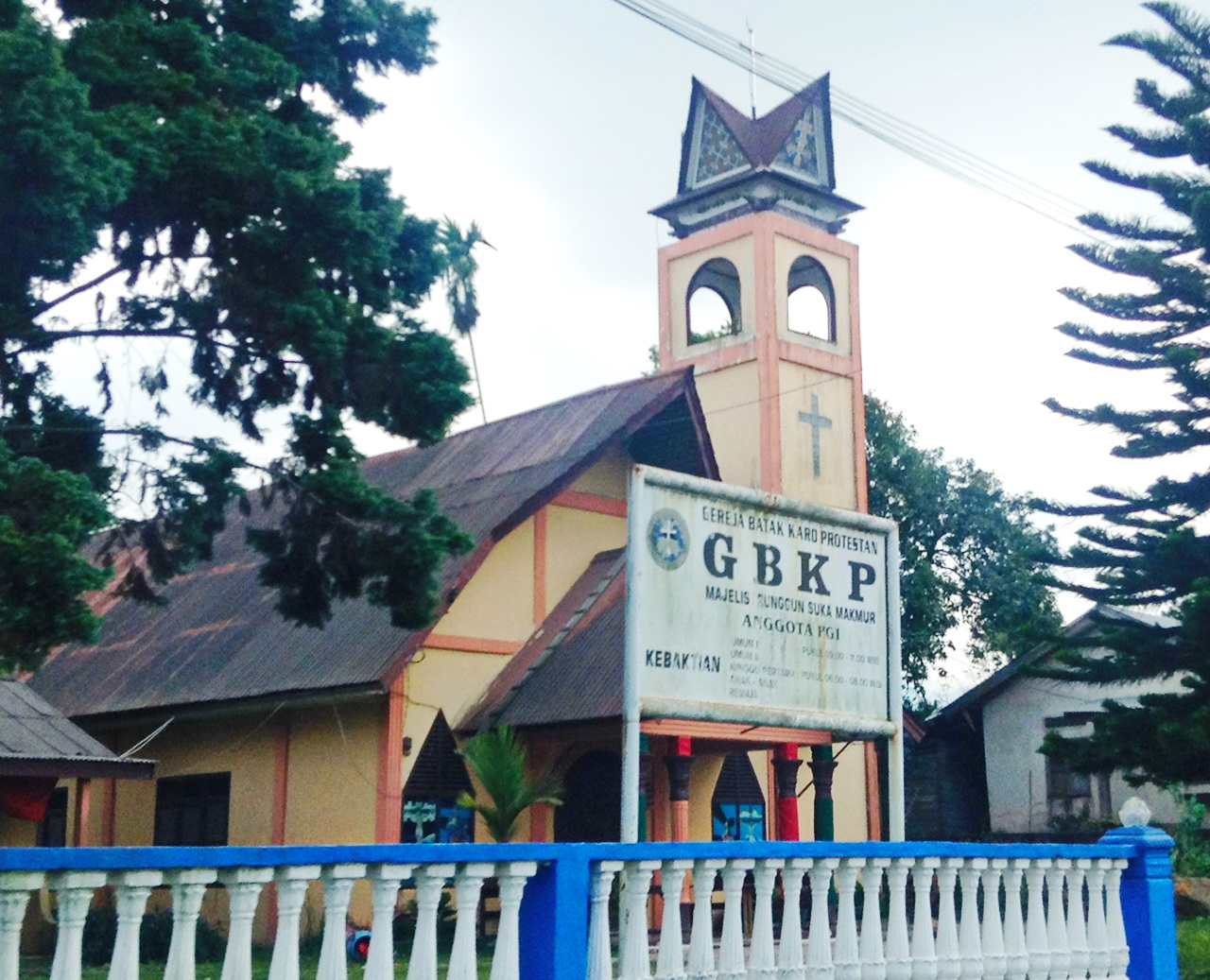
Protestantse kerk in Suka Makmur

Suka Makmur is een bestuurslaag in het regentschap Deli Serdang van de provincie Noord-Sumatra, Indonesië. Suka Makmur telt 1880 inwoners (volkstelling 2010).